# Liste der Nummer-eins-Hits in den US-Dancecharts (2019)
Dies ist eine Liste der Nummer-eins-Hits in den US-Dancecharts im Jahr 2019. Die Platzierungen in den Hot Dance/Electronic Songs (Singles) sowie den Top Dance/Electronic Albums (Alben) werden wöchentlich von Billboard ermittelt.

## Singles
| ← 2018 ← | Liste der Nummer-eins-Hits in den US-Dancecharts | Liste der Nummer-eins-Hits in den US-Dancecharts | Liste der Nummer-eins-Hits in den US-Dancecharts | 2020 →                    |
| \| Zeitraum \| Wo. ges. \| Interpret \| Titel Autor(en) \| Zusätzliche Informationen \| \| (Zeitraum, Wochen auf Platz eins, Interpret, Titel, Autor[en], zusätzliche Informationen) \| \| \| \| \| \| ----------------------------------------------------------------------------------------- \| -------- \| --------------------- \| --------------- \| ------------------------- \| \| 29. September 2018 – 24. Januar 2020 17 Wochen (insgesamt 69) \| 69 \| Marshmello & Bastille \| Happier \| – \| |                                                  |                                                  |                                                  |                           |
| ← 2018 |                                                  |                                                  |                                                  | → 2020 →                  |
| Zeitraum | Wo. ges.                                         | Interpret                                        | Titel Autor(en)                                  | Zusätzliche Informationen |
| (Zeitraum, Wochen auf Platz eins, Interpret, Titel, Autor[en], zusätzliche Informationen) |                                                  |                                                  |                                                  |                           |
| 29. September 2018 – 24. Januar 2020 17 Wochen (insgesamt 69) | 69                                               | Marshmello & Bastille                            | Happier                                          | –                         |

## Alben
| ← 2018 ← | Liste der Nummer-eins-Hits in den US-Dancecharts | Liste der Nummer-eins-Hits in den US-Dancecharts | Liste der Nummer-eins-Hits in den US-Dancecharts | 2020 →                    |
| \| Zeitraum \| Wo. ges. \| Interpret \| Titel Autor(en) \| Zusätzliche Informationen \| \| (Zeitraum, Wochen auf Platz eins, Interpret, Titel, Autor[en], zusätzliche Informationen) \| \| \| \| \| \| ----------------------------------------------------------------------------------------- \| -------- \| ---------------- \| --------------------- \| ------------------------- \| \| 22. Dezember 2018 – 1. Februar 2019 6 Wochen (insgesamt 14) \| 14 \| The Chainsmokers \| Sick Boy \| – \| \| 2. Februar 2019 – 8. Februar 2019 1 Woche (insgesamt 1) \| 1 \| James Blake \| Assume Form \| – \| \| 9. Februar 2019 – 15. Februar 2019 1 Woche (insgesamt 14) \| 14 \| The Chainsmokers \| Sick Boy \| – \| \| 16. Februar 2019 – 7. Juni 2019 16 Wochen (insgesamt 20) \| 20 \| Marshmello \| Fortnite Extended Set \| – \| \| 8. Juni 2019 – 14. Juni 2019 1 Woche (insgesamt 1) \| 1 \| Flying Lotus \| Flamagra \| – \| \| 15. Juni 2019 – 21. Juni 2019 1 Woche (insgesamt 1) \| 1 \| The Chainsmokers \| World War Joy (EP) \| – \| \| 22. Juni 2019 – 12. Juli 2019 3 Wochen (insgesamt 3) \| 3 \| Avicii \| Tim \| – \| \| 13. Juli 2019 – 19. Juli 2019 1 Woche (insgesamt 1) \| 1 \| The Chainsmokers \| World War Joy (EP) \| – \| \| 20. Juli 2019 – 26. Juli 2019 1 Woche (insgesamt 1) \| 1 \| Marshmello \| Joytime III \| – \| \| 27. Juli 2019 – 2. August 2019 1 Woche (insgesamt 1) \| 1 \| The Chainsmokers \| World War Joy (EP) \| – \| \| 3. August 2019 – 9. August 2019 1 Woche (insgesamt 1) \| 1 \| Thom Yorke \| Anima \| – \| \| 10. August 2019 – 16. August 2019 1 Woche (insgesamt 2) \| 2 \| DJ Snake \| Carte Blanche \| – \| \| 17. August 2019 – 23. August 2019 1 Woche (insgesamt 1) \| 1 \| The Chainsmokers \| World War Joy (EP) \| – \| \| 24. August 2019 – 30. August 2019 1 Woche (insgesamt 2) \| 2 \| DJ Snake \| Carte Blanche \| – \| \| 31. August 2019 – 20. September 2019 3 Wochen (insgesamt 8) \| 8 \| Illenium \| Ascend \| – \| \| 21. September 2019 – 27. September 2019 1 Woche (insgesamt 1) \| 1 \| Lindsey Stirling \| Artemis \| – \| \| 28. September 2019 – 25. Oktober 2019 4 Wochen (insgesamt 8) \| 8 \| Illenium \| Ascend \| – \| \| 26. Oktober 2019 – 1. November 2019 1 Woche (insgesamt 20) \| 20 \| Marshmello \| Fortnite Extended Set \| – \| \| 2. November 2019 – 8. November 2019 1 Woche (insgesamt 8) \| 8 \| Illenium \| Ascend \| – \| \| 9. November 2019 – 15. November 2019 1 Woche (insgesamt 1) \| 1 \| Gryffin \| Gravity \| – \| \| 16. November 2019 – 22. November 2019 1 Woche (insgesamt 20) \| 20 \| Marshmello \| Fortnite Extended Set \| – \| \| 23. November 2019 – 29. November 2019 1 Woche (insgesamt 1) \| 1 \| FKA twigs \| Magdalene \| – \| \| 30. November 2019 – 6. Dezember 2019 1 Woche (insgesamt 1) \| 1 \| Madeon \| Good Faith \| – \| \| 7. Dezember 2019 – 20. Dezember 2019 2 Wochen (insgesamt 20) \| 20 \| Marshmello \| Fortnite Extended Set \| – \| \| 21. Dezember 2019 – 27. Dezember 2019 1 Woche (insgesamt 11) \| 11 \| The Chainsmokers \| World War Joy \| – \| \| 28. Dezember 2019 – 4. Januar 2020 1 Woche (insgesamt 1) \| 1 \| Kaytranada \| Bubba \| – \| |                                                  |                                                  |                                                  |                           |
| ← 2018 |                                                  |                                                  |                                                  | → 2020 →                  |
| Zeitraum | Wo. ges.                                         | Interpret                                        | Titel Autor(en)                                  | Zusätzliche Informationen |
| (Zeitraum, Wochen auf Platz eins, Interpret, Titel, Autor[en], zusätzliche Informationen) |                                                  |                                                  |                                                  |                           |
| 22. Dezember 2018 – 1. Februar 2019 6 Wochen (insgesamt 14) | 14                                               | The Chainsmokers                                 | Sick Boy                                         | –                         |
| 2. Februar 2019 – 8. Februar 2019 1 Woche (insgesamt 1) | 1                                                | James Blake                                      | Assume Form                                      | –                         |
| 9. Februar 2019 – 15. Februar 2019 1 Woche (insgesamt 14) | 14                                               | The Chainsmokers                                 | Sick Boy                                         | –                         |
| 16. Februar 2019 – 7. Juni 2019 16 Wochen (insgesamt 20) | 20                                               | Marshmello                                       | Fortnite Extended Set                            | –                         |
| 8. Juni 2019 – 14. Juni 2019 1 Woche (insgesamt 1) | 1                                                | Flying Lotus                                     | Flamagra                                         | –                         |
| 15. Juni 2019 – 21. Juni 2019 1 Woche (insgesamt 1) | 1                                                | The Chainsmokers                                 | World War Joy (EP)                               | –                         |
| 22. Juni 2019 – 12. Juli 2019 3 Wochen (insgesamt 3) | 3                                                | Avicii                                           | Tim                                              | –                         |
| 13. Juli 2019 – 19. Juli 2019 1 Woche (insgesamt 1) | 1                                                | The Chainsmokers                                 | World War Joy (EP)                               | –                         |
| 20. Juli 2019 – 26. Juli 2019 1 Woche (insgesamt 1) | 1                                                | Marshmello                                       | Joytime III                                      | –                         |
| 27. Juli 2019 – 2. August 2019 1 Woche (insgesamt 1) | 1                                                | The Chainsmokers                                 | World War Joy (EP)                               | –                         |
| 3. August 2019 – 9. August 2019 1 Woche (insgesamt 1) | 1                                                | Thom Yorke                                       | Anima                                            | –                         |
| 10. August 2019 – 16. August 2019 1 Woche (insgesamt 2) | 2                                                | DJ Snake                                         | Carte Blanche                                    | –                         |
| 17. August 2019 – 23. August 2019 1 Woche (insgesamt 1) | 1                                                | The Chainsmokers                                 | World War Joy (EP)                               | –                         |
| 24. August 2019 – 30. August 2019 1 Woche (insgesamt 2) | 2                                                | DJ Snake                                         | Carte Blanche                                    | –                         |
| 31. August 2019 – 20. September 2019 3 Wochen (insgesamt 8) | 8                                                | Illenium                                         | Ascend                                           | –                         |
| 21. September 2019 – 27. September 2019 1 Woche (insgesamt 1) | 1                                                | Lindsey Stirling                                 | Artemis                                          | –                         |
| 28. September 2019 – 25. Oktober 2019 4 Wochen (insgesamt 8) | 8                                                | Illenium                                         | Ascend                                           | –                         |
| 26. Oktober 2019 – 1. November 2019 1 Woche (insgesamt 20) | 20                                               | Marshmello                                       | Fortnite Extended Set                            | –                         |
| 2. November 2019 – 8. November 2019 1 Woche (insgesamt 8) | 8                                                | Illenium                                         | Ascend                                           | –                         |
| 9. November 2019 – 15. November 2019 1 Woche (insgesamt 1) | 1                                                | Gryffin                                          | Gravity                                          | –                         |
| 16. November 2019 – 22. November 2019 1 Woche (insgesamt 20) | 20                                               | Marshmello                                       | Fortnite Extended Set                            | –                         |
| 23. November 2019 – 29. November 2019 1 Woche (insgesamt 1) | 1                                                | FKA twigs                                        | Magdalene                                        | –                         |
| 30. November 2019 – 6. Dezember 2019 1 Woche (insgesamt 1) | 1                                                | Madeon                                           | Good Faith                                       | –                         |
| 7. Dezember 2019 – 20. Dezember 2019 2 Wochen (insgesamt 20) | 20                                               | Marshmello                                       | Fortnite Extended Set                            | –                         |
| 21. Dezember 2019 – 27. Dezember 2019 1 Woche (insgesamt 11) | 11                                               | The Chainsmokers                                 | World War Joy                                    | –                         |
| 28. Dezember 2019 – 4. Januar 2020 1 Woche (insgesamt 1) | 1                                                | Kaytranada                                       | Bubba                                            | –                         |